# Neohipparchus vervactoraria
Neohipparchus vervactoraria là một loài bướm đêm trong họ Geometridae.